# World Green Building Council
El World Green Building Council (WorldGBC) és una organització sense ànim de lucre i una xarxa global de consells nacionals d'edificació verda (GBC). Té consells membres en més de 70 països d'arreu del món, que en conjunt compten amb 49.000 membres (25.000 empreses membres i 24.000 membres individuals).
L'organització es compromet a assolir els següents objectius l'any 2050: limitar l'augment de la temperatura global a 2 graus centígrads; reduir les emissions de CO₂ del sector de la construcció en 84 gigatones; i garantir que tots els edificis tinguin zero emissions netes. Aquests objectius garantiran que el sector dels edificis i la construcció faci el seu paper per complir amb l'ambició de l'Acord de París.

## Història
El 1993, es va fundar el primer Green Building Council als EUA, format per Rick Fedrizzi, David Gottfried i Mike Italiano amb la missió de promoure pràctiques centrades en la sostenibilitat a la indústria de la construcció i la construcció. A tot el món, altres líders ecològics de la indústria van mirar l'impacte de l'USGBC i van decidir iniciar moviments similars als seus propis països, liderats per un GBC. Persones d'arreu del món van rebre el suport de l'USGBC. Gottfried va sembrar i va gestionar la formació dels "Consells de les Nacions Unides dels Green Buildings" amb la missió de donar suport al desenvolupament dels GBC i unir-los amb una veu i un propòsit comú.

## Missió i estructura
La missió de WorldGBC és "crear edificis ecològics per a tothom, a tot arreu", permetent que la gent prosperi tant avui com demà.

## Activitats

### Projectes globals
Els projectes globals de WorldGBC permeten als GBC treballar junts per abordar els principals reptes ambientals, econòmics i socials.
Els projectes globals actuals inclouen 'Advancing Net Zero', que té com a objectiu promoure i donar suport a l'acceleració dels edificis de carboni net zero fins al 100% el 2050; i 'Better Places for People', que dona suport als GBC i als seus membres per augmentar la demanda i l'oferta d'edificis ecològics que donen suport a la salut, el benestar i la productivitat de les persones que hi viuen. WorldGBC també és un soci de lliurament del 'Building Efficiency Accelerator' (BEA), una associació d'empreses, ONG i organitzacions multilaterals, que té com a objectiu ajudar les ciutats a prendre mesures per millorar els seus edificis.

### Projectes regionals
WorldGBC també té projectes específics per a cadascuna de les seves cinc regions. Els projectes regionals actuals inclouen la iniciativa Energy Efficiency Mortgage Action Plan (EeMAP) a Europa que està explorant el vincle entre l'eficiència energètica i la reducció de la probabilitat d'incompliment del prestatari i l'augment del valor de les propietats eficients energèticament.

## Impacte
El desembre de 2017, WorldGBC va publicar el seu darrer informe anual on es descriuen els assoliments de l'organització i la seva xarxa global de GBC durant l'any anterior. Aquests inclouen 1.240 milions de m2 d'espai verd d'edificació a tot el món que ha estat certificat pels consells d'edificació verda membres; cinc noves certificacions d'edificis net zero llançades per GBC a través del projecte Advancing Net Zero; i 31 països que fan canvis en les polítiques de construcció verda a nivell de ciutat, regional o nacional, amb contribucions de GBC.